# Maruti Suzuki Zen
Maruti Suzuki Zen — пятидверный хетчбэк, выпускавшийся в Индии подразделением Maruti Suzuki с 1993 по 2009 год в двух поколениях. «ZEN» (в пер. с яп. «полный») — аббревиатура, обозначающая Zero Engine Noise. В другие страны автомобиль экспортировался под названием Suzuki Alto.

## Первое поколение
Первое поколение Maruti Suzuki Zen (кодовое обозначение MH410) было представлено 21 мая 1993 года. Автомобили выпускались на базе Suzuki Cervo. В Европе и на других экспортных рынках автомобили продавались под названием Suzuki Alto. Автомобили оснащались полностью алюминиевым двигателем Suzuki G10B мощностью 50 л. с. при 6500 об/мин. Suzuki Alto 1.0, в свою очередь, оснащался 8-клапанным двигателем G10B мощностью 40 кВт (54 л. с.) при 6500 об/мин и крутящим моментом 74 Н⋅м при 4500 об/мин. Головка блока цилиндров и запчасти в точности идентичны модели карбюратора Zen MH410.
С 1997 года бамперы автомобилей окрашивались в цвета кузовов. В 1999 году в производство был запущен вариант Zen Classic с передней и задней частями в стиле ретро, однако вскоре автомобиль был снят с производства из-за отсутствия спроса.
В 1998 году в производство был запущен вариант Maruti Suzuki Zen с 1,5-литровым (1527 см3) дизельным двигателем Peugeot TUD5. Из-за проблем с продажами автомобиль был снят с производства.
С 2000 года автомобили Maruti Suzuki Zen оснащались 16-клапанным двигателем MPFI с 4 клапанами на цилиндр. Мощность двигателя составляла 60 л. с. На индийском рынке стоимость модели Zen LX составляла около 340000 рупий.

В 2003 году Maruti Suzuki Zen подвергся фейслифтингу. В производство был запущен трёхдверный хетчбэк VXi по цене 5,0 лакха. Автомобили окрашивались в чёрный (Zen Carbon) или серебристый цвет (Zen Steel). В 2006 году первое поколение Maruti Suzuki Zen было снято с производства.

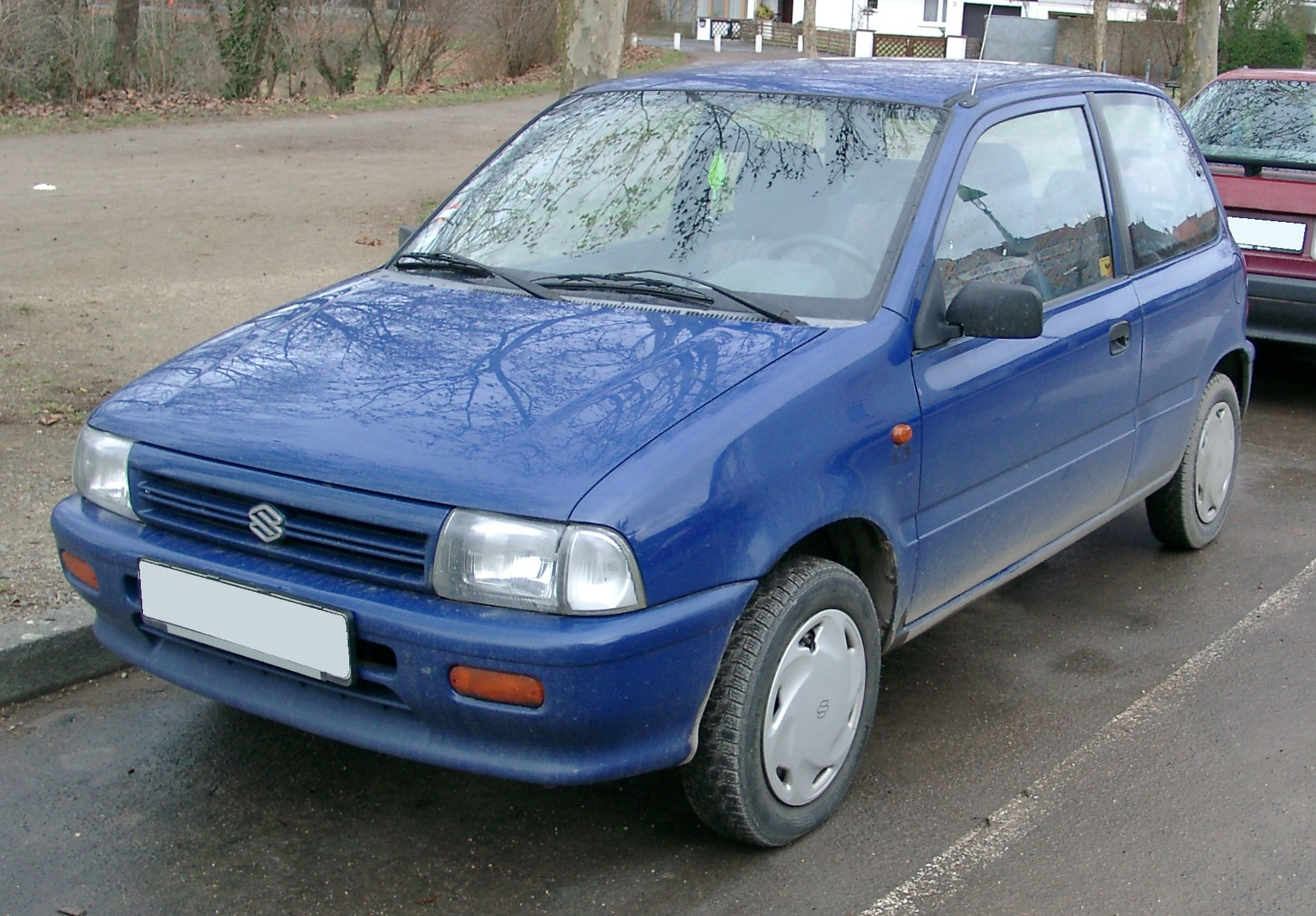
Suzuki Alto (Европа)
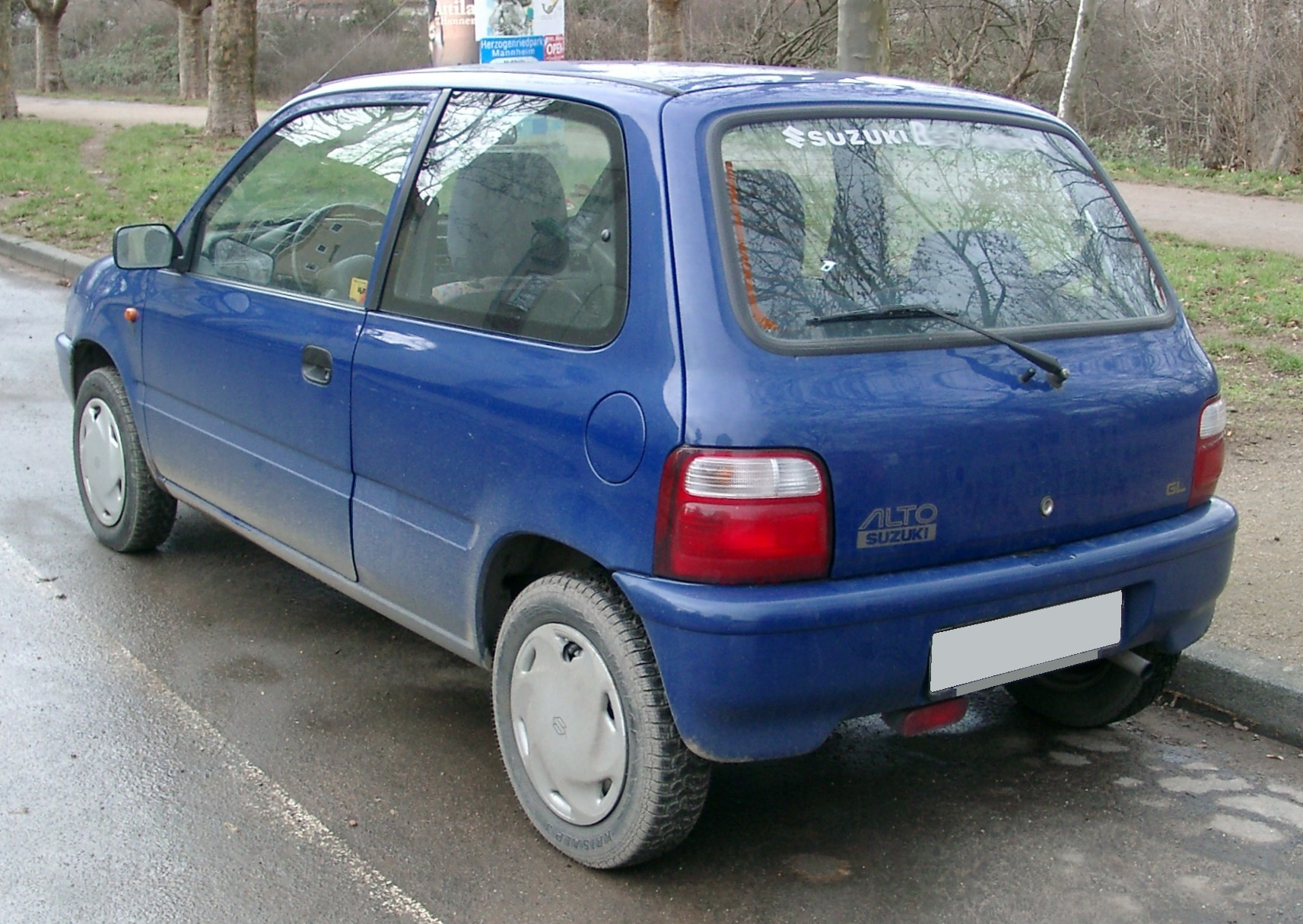
Вид сзади
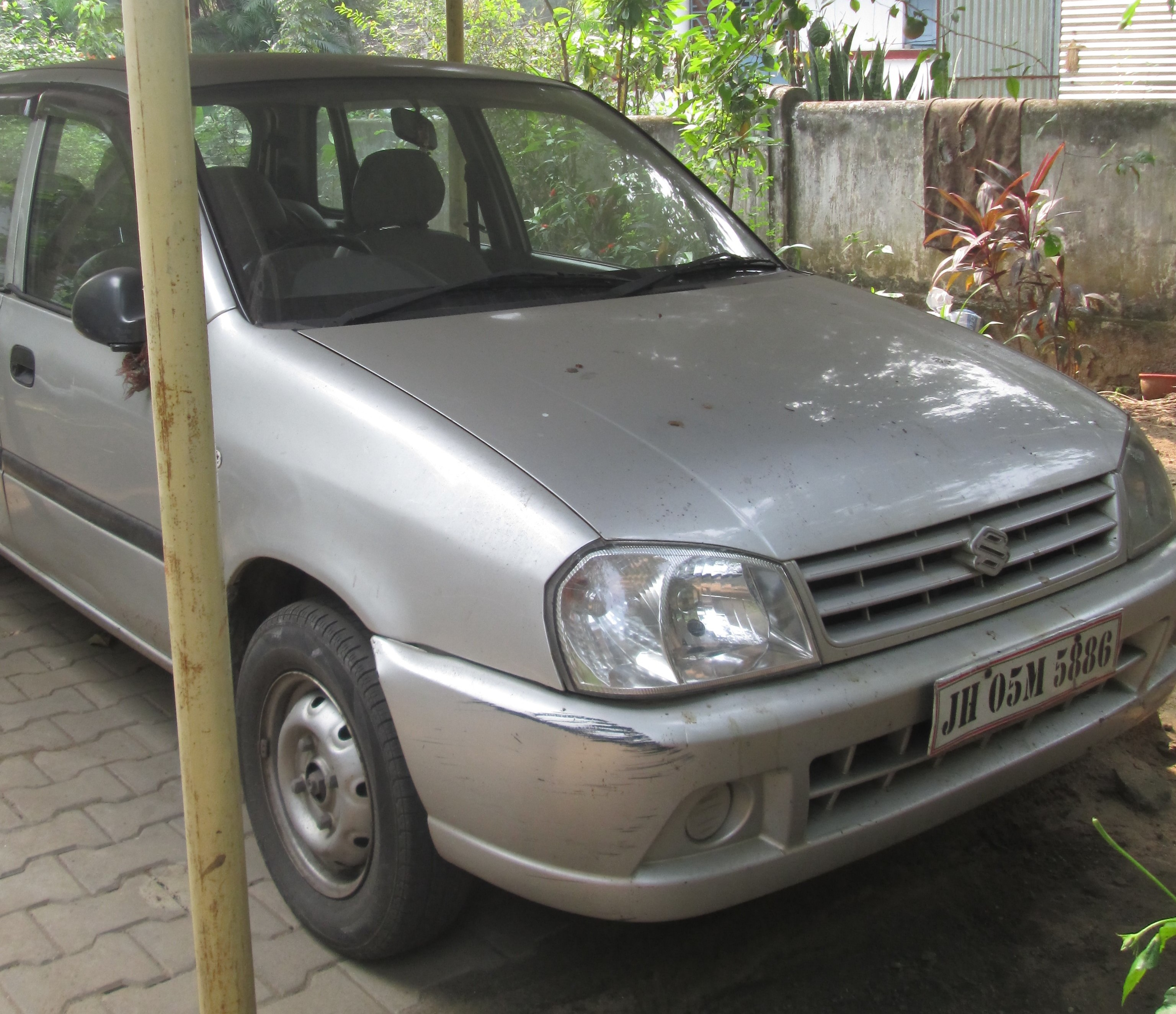
Фейслифтинговый Maruti Suzuki Zen
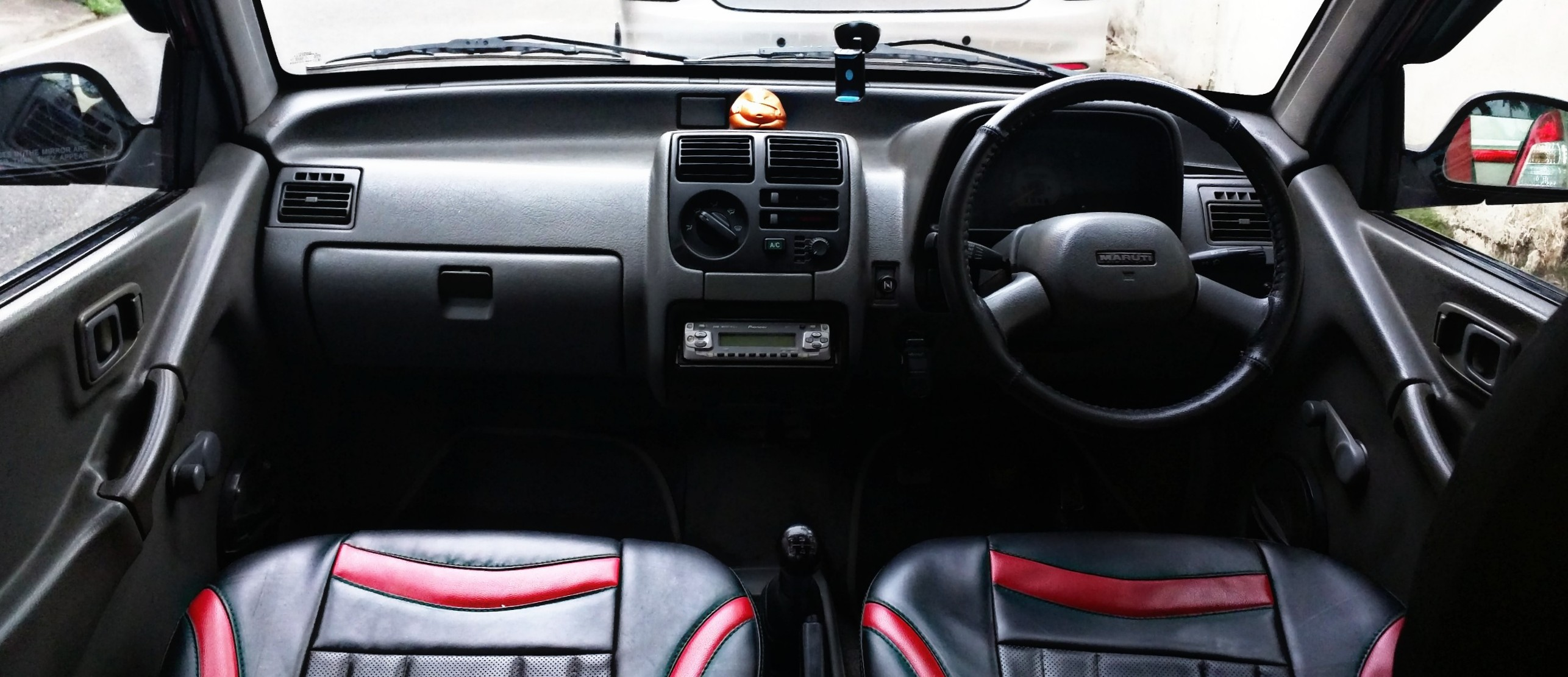
Интерьер

## Второе поколение
Второе поколение Maruti Suzuki Zen, получившее название Zen Estilo, было представлено в декабре 2006 года в рамках стратегии Maruti Suzuki на индийском рынке, предусматривающей ежегодный выпуск нового автомобиля в течение следующих пяти лет. Zen Estilo имел те же двигатель и шасси, что и Maruti Wagon R; оба основаны на Suzuki MR Wagon (Nissan Moco). Цена также была почти такой же, как у Wagon R. Maruti Suzuki Alto, Wagon R (до августа 2010 года) и Zen Estilo выпускались на одной платформе. В 2009 году, наряду с незначительным косметическим ремонтом, компания Maruti Suzuki убрала бренд Zen из названия.